# Omophron axillare
Omophron axillare (лат.) — вид жуков-жужелиц из подсемейства Omophroninae.
Известно, что этот вид встречается только в горных районах. Он распространен в Афганистане, Бангладеш, Пакистане и Индии (штаты Химачал-Прадеш, Пенджаб, Уттар-Прадеш и Уттаракханд). Длина тела 6—7 мм, ширина 3,6—3,9 мм. Голова грубо пунктирована по бокам и сзади, гладкая в средней части (бока лба и вдоль средней линии), клипеус в основном гладкий.